# Фогартах мак Нейлл

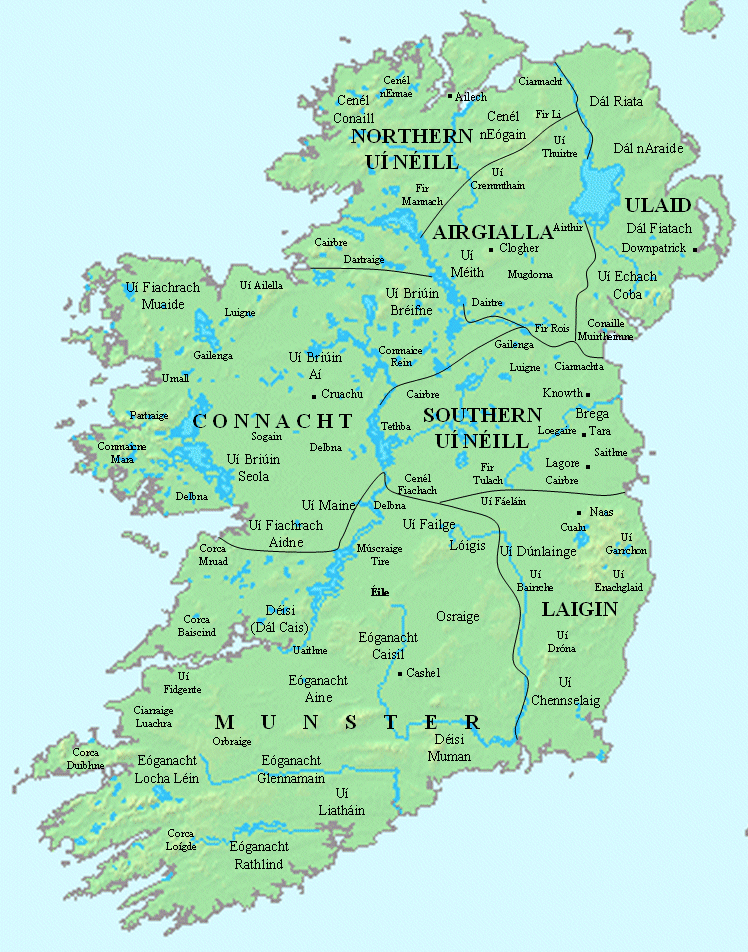
Племена та королівства в Ірландії в ранньому середньовіччі.

Фогартах мак Нейлл — (ірл. — Fogartach mac Néill) — верховний король Ірландії. Він же: Фогартах О'Кернайх (ірл. — Fogartach ua Cernaich). Час правління: 722 рік. Належав до клану О'Хернайг (ірл. — Uí Chernaig), гілки Сіл н-Аедо Слайне (ірл. — Síl nÁedo Sláine) — гілки південних О'Нейлів. Король Бреги. Син Ніала мак Кернайга Сотала (ірл. — Niall mac Cernaig Sotal) (пом. 701). Правнук верховного короля Ірландії Діармайта мак Аедо Слайне (ірл. — Diarmait mac Áedo Sláine) (пом. 665).

## Король Бреги
Фогартах мак Нейлл ототожнюють з Фокортохом (ірл. — Focortoch), що підписав як гарант документ про виконання «Закону немовлят», що був узгоджений на церковному синоді в Бірр в 697 році. Собором тоді керував святий Адомнан. Перше повідомлення про нього в ірландських літописах стосується його втечі з поля битви під Кленах (ірл. — Claenath) у 704 році, коли коаліція південних О'Нейлів отримала поразку від короля Ленстеру Келлаха Куалана (ірл. — Cellach Cualann) (пом. 715 р.).
У 714 році Фогартах мак Нейлл був скинутий з трону королів Бреги і мусив тікати у вигнання в Британію. Вважається, що його скинув з трону і вигнав з Ірландії верховний король Фергал мак Маеле Дуїн (ірл. — Fergal mac Máele Dúin) (пом. 722 р.). Це був внутрішній конфлікт в середині клану Сіл н-Аедо Слайне. Є версія, що його вигнав його дядько Коналл Грант (ірл. — Conall Grant) (пом. 718) за сприянням Мурхада Міді (ірл. — Murchad Midi) (пом. 715). Але потім Коналл вбив Мурхада і Фогартах мак Нейлл зміг повернутися на Батьківщину.
Він брав участь у з'їзді вождів кланів роду О'Нейлів у 717 році, що відбувся в Телтауні (ірл. — Teltown). Але саме через нього там виник конфлікт і як пише літопис «син Руба і син Дуб Слайне були вбиті», але лишається неясним, в чому саме була причина конфлікту. Наступного року Коналл Грант виграв битву проти коаліції південних О'Нейлів під Келлс. Але був вбитий Фергалом мак Маеле Дуйном (ірл. — Fergal mac Máele Dúin) у тому ж році.
На початку 720 року на землі Фогартаха мак Нейлла напали король Ленстеру та король Мюнстеру Кахал мак Фінгуйне (ірл. — Cathal mac Finguine). Верховний король Фергал мак Маеле Дуйн зробив спробу помститися за цей напад — зібрав коаліційну армію і рушив у похід. Але похід закінчився катастрофою — верховний король Фергал мак Маеле Дуйн і всі його союзники загинули у битві під Алленом 11 грудня 722 року.

## Верховний король Ірландії
Фогартах мак Нейлл замінив вбитого верховного короля на його троні, але і сам став жертвою конфлікту в клані Сіл н-Аедо Слайне. Його вбили в цьому ж 722 році в битві під Кенн Дейлден (ірл. — Cenn Deilgden) його ж родичі, зокрема, Кінаед мак Іргалайг (ірл. — Cináed mac Írgalaig), що зайняв після вбивства короля трон верховних королів Ірландії. Це була стара ворожнеча і кровна помста. Колись батько Кінаеда був вбитий батьком Фогартаха у 701 році.
«Літопис Ольстера» не згадує його як верховного короля Ірландії, але інші літописи пишуть про це.

## Нащадки

### Сини
Фланн Фойрбхе (ірл. — Flann Foirbthe) (пом. 716) — помер ще за життя свого батька. Його син Кернах був вбитий у битві Богл Бойне (ірл. — Bolg Bóinne) в 770 році.
Кернах мак Фогартайх (ірл. — Cernach mac Fogartaig) (пом. 738) — був вбитий за кримінальний вчинок.
Фергус мак Фогартайг (ірл. — Fergus mac Fogartaig) (пом. 751) — був королем Південної Бреги. Зберігся некролог написаний на його смерть.
Фінснехта мак Форгатайг (ірл. — Finsnechta mac Fogartaig) (пом. 761).
Койпре мак Фогартайг (ірл. — Coirpre mac Fogartaig) (пом. 771) — був королем Бреги. Зберігся некролог про його смерть.
Фогартах мак Куммаскайг (ірл. — Fogartach mac Cummascaig) (пом. 786) — був королем Південної Бреги.
Куммусках мак Фогартайг (ірл. — Cummuscach mac Fogartaig) (записи про нього датуються 778 роком).
Його нащадки входили до клану О'Хернайг (ірл. — Uí Chernaig) і ворогували з нащадками Коналла Гранта. Клан Сіл Конайлл Грайнт (ірл. — Síl Conaill Graint) довгий час були при владі в королівстві Південна Брега.